# پائولو روبرتو جانگز
پائولو روبرتو جانگز بازیکن فوتبال اهل برزیل است 
پائولو روبرتو جانگز در تیم‌های فوتبال  Paraná – PR سابقهٔ حضور دارد.